# 僕だけのプリンセス
『僕だけのプリンセス』（ぼくだけのプリンセス、原題：王子看見二公主）は台湾のテレビドラマ。
2008年12月14日から2009年4月5日まで台湾の中華電視公司で放送された。日本では2010年1月13日から2010年5月26日までホームドラマチャンネルで放送された。

## エピソード・サブタイトル
全20話
| 各話   | サブタイトル           | 放送日        |
| ------ | ---------------------- | ------------- |
| 第1話  | 誤解からのスタート     | 2010年1月13日 |
| 第2話  | 社長秘書の憂うつ       | 2010年1月20日 |
| 第3話  | プリンセスの恋         | 2010年1月27日 |
| 第4話  | ウソの代償             | 2010年2月3日  |
| 第5話  | 失いたくないもの       | 2010年2月10日 |
| 第6話  | ゆらゆらと思いは揺れて | 2010年2月17日 |
| 第7話  | オタクやめます!        | 2010年2月24日 |
| 第8話  | キスは禍のもと         | 2010年3月3日  |
| 第9話  | 危機到来               | 2010年3月10日 |
| 第10話 | 夢への第一歩           | 2010年3月17日 |
| 第11話 | 近くて遠い君との距離   | 2010年3月24日 |
| 第12話 | オタクの逆襲           | 2010年3月31日 |
| 第13話 | 失われた信頼           | 2010年4月7日  |
| 第14話 | 果てなき争い           | 2010年4月14日 |
| 第15話 | 一難去ってまた一難     | 2010年4月21日 |
| 第16話 | 告白の果てに           | 2010年4月28日 |
| 第17話 | すれちがいの両思い     | 2010年5月5日  |
| 第18話 | ホントの自分           | 2010年5月12日 |
| 第19話 | 捨てられない贈り物     | 2010年5月19日 |
| 第20話 | メガネ越しのプリンセス | 2010年5月26日 |

## キャスト
| 役名                  | 俳優名                      |
| --------------------- | --------------------------- |
| ホァンユー （寧煥宇） | 郭品超 （ディラン・クォ）   |
| カーロウ （趙克柔）   | 陳庭妮 （アニー・チェン）   |
| チェンシー （李晨曦） | 張勛傑 （マイケル・チャン） |
| ムーファン （趙慕凡） | 洪子涵 （ホン・ズーハン）   |
| シンアン （趙幸安）   | 徐宛鈴 （リング・スー）     |
| シァ・クァン （夏寬） | 洪卓立 （ケン・ホン）       |
| ションナン （寧勝男） | 苗可麗 （ミャオ・カーリー） |
| シャオユエ （劉小月） | 馬世莉 （マー・シーリー）   |
| ダーチャン （趙徳強） | 朱徳剛 （ジュー・ダーガン） |
| ジャン・チー （張綺） | 曾佩瑜 （ペギー・ツァン）   |
| ジェームズ （詹姆斯） | Sam Adam Whitman            |
| マネー （Money）      | 銭兪安 （チェン・ユーアン） |

## スタッフ
- 監督 - 林合隆（リン・ハーロン）
- プロデューサー - 柴智屏（アンジー・チャイ）

## 主題歌
オープニングテーマ
- 『My love is ill/我的愛吊點滴』

歌 - 楊丞琳（レイニー・ヤン）
エンディングテーマ
- 『Love Me/可不可以愛我』

歌 - 盧学叡（アファリアン・ルー）

## 日本国内放送局
| 放送地域 | 放送局                 | 放送期間                      | 放送日時                    | 放送系列 |
| -------- | ---------------------- | ----------------------------- | --------------------------- | -------- |
| 日本全域 | ホームドラマチャンネル | 2010年1月13日 - 2010年5月26日 | 毎週水曜13時05分 - 14時00分 | CS放送   |